# 矢野宗宏
矢野 宗宏（やの むねひろ、1956年4月27日 - ）は、日本のユーモアコンサルタント。大阪府堺市出身。日本笑い学会理事。広島経済大学講師。NPO法人お笑い研究会理事長。三重県名張市在住。

## 略歴
1979年、関西大学法学部卒業。在学中は落語研究会に所属し、第14代会長を務めた。同期に桂三象、2年後輩には桂三歩がいる。
卒業後、八光信用金庫（現・大阪シティ信用金庫）へ入庫。1989年に上司と社内にお笑い研究会を創設し、会長となる。
顧客向けのイベントや寄席が評判を呼ぶ。地域に「笑い」を提供しつづける姿勢がNHK「クローズアップ現代」はじめ、数多くのメディアに取り上げられる。
現在は講演や営業マンに向けた研修の中で「笑い」の効能について語る「ユーモアコンサルタント」として活動している。
- 1999年　八光信用金庫志紀支店長就任。
- 2002年　八光信用金庫退職。ユーモアコンサルタントとして独立。
- 2003年　内閣府より「生活達人」に選出される。
- 2009年　広島経済大学講師就任。

## 著書
- おもろい話には理由がある（共著・PHP研究所　2005年）
- お笑いで支店長になりまして（遊タイム出版　2007年）
- ユーモア力（春陽堂書店　2013年）

## 出演
子守康範 朝からてんコモリ!（MBSラジオ）2009年4月～2009年9月　月曜日にレギュラー出演

## 関連人物
- 桂三歩
- 桂三象
- 桂三金（大学・信金時代の後輩）
- 井上宏